# ولادیمیر چبوکساروف
ولادیمیر چبوکساروف (انگلیسی: Vladimir Cheboksarov؛ زادهٔ ۳۰ دسامبر ۱۹۵۱) کشتی‌گیر اهل روسیه بود.